# Presocratici
Presocraticii erau filosofii greci care l-au precedat pe Socrate și care au făcut speculații despre natură în ansamblu.
Trăsătura comună a presocraticilor este că au încercat să găsească în natură un element care să explice universul. 
Critica efectuată de Socrate a dat filosofiei un nou punct de plecare și explică faptul că toți gânditorii s-au situat în istorie prin raportarea la Socrate.

## Filosofia presocratică
Mediul în care se găseau primii presocratici le oferea atât tihna cât și stimulul pentru cercetarea intelectuală. Presocraticii marchează începutul gândirii raționale europene. Procesul de trecere de la epoca preștiințifică, de la soluțiile mitologice la un nou mod de gândire s-a făcut gradat dar nu se poate stabili o demarcare fermă între teoriile mitice și o abordare pe deplin rațională . 
Filosofia presocratică a început în secolul VI î.Hr. cu școala milesiană. Miletul, orașul grecesc ionian de pe coasta vestică a Asiei Mici devenise un centru ce radia o forță deosebită și era cetatea unde s-au născut Thales, Anaximandru, Anaximene. Tradiția îi descrie pe milesieni drept firi practice, activi în viața politică și interesați de progresul tehnic. Curiozitatea i-a condus către primele încercări de reprezentare a fenomenelor naturii, principala lor realizare. Credeau că lumea a apărut dintr-o substanță primordială iar schimbările se datorează nu unei cauze externe ci a mișcărilor materiei primordiale. Astfel, Thales susținea că apa este originea tuturor lucrurilor; Anaximandru a denumit substanța primordială apeiron (infinitul) iar Anaximene considera aerul ca fiind materia originară a tuturor lucrurilor.
Spre sfârșitul aceluiași secol, centrul filosofiei se mută din partea estică a lumii grecești în cea vestică datorită lui Pitagora, care locuia într-o colonie grecească din sudul Italiei. Filosofia pitagoreică face ca filosofia să dobîndească un caracter mai puțin fizic, mai matematic. Se naște o altă configurare a ideii de principiu decât ca substanță (apă, aer ca la milesieni), ideea principiului conceput ca formă, numărul sau relația dintre numere.
Începând cu Parmenide și cu eleați s-a manifestat treptat problema cauzei prime a mișcării. Parmenide considera că lumea este în repaus absolut, că mișcarea și transformarea sunt ireale și că de această iluzie sunt vinovate simțurile (ceea ce este, este, ceea ce nu este, nu este și niciodată nu survine nimic); spre deosebire de eleați, Heraclit credea că repausul este imposibil și că lumea este un ciclu continuu de transformări. Totul este în mișcare și nimic nu dăinuie veșnic.
Restul perioadei presocratice, filosofii naturii au fost marcați de trecerea de la fizica monistă la cea pluralistă. Empedocle explică dizarmonia existentă printre filosofi prin faptul că ei plecau de la părerea că ar exista o singură materie originară. Empedocle credea că natura are patru materii originare: pământul, aerul, focul, apa și toate schimbările din natură le explica prin faptul că aceste patru elemente se amestecă și apoi se despart. Următorul filosof al naturii, Anaxagora, afirma că natura ar fi alcătuită din părți foarte mici care nu pot fi văzute cu ochiul liber iar impulsul mișcării a fost denumit nous (rațiune sau spirit)
Presocraticii au încercat să răspundă la întrebări de genul „Care este geneza lucrurilor existente?”, adică din ce provin ele inițial și din ce sunt alcătuite acum, „cum are loc schimbarea?” Au fost primii care au sugerat că răspunsurile la aceste întrebări se pot găsi pe cale rațională și nu mitologică, fără să abandoneze cu totul ideile provenite din credințe mistice.

## Principalii presocratici și școlile lor
- Școala milesiană
  - Thales
  - Anaximandru
  - Anaximene
  - Alcmeon din Crotone
  - Lamiskos
  - Brontin din Metaponte
  - Theano din Crotone
  - Damo
  - Callifon din Crotone
  - Hermotim din Clazomenae
  - Metrodor din Kos
  - Arignote
  - Myia
  - Eurytos

- Școala pitagoreică
  - Pitagora
  - Hippasos
  - Petron
  - Ekfantos
  - Filolaos
  - Archytas

- Heraclit
- Eleații
  - Xenofan
  - Parmenide
  - Zenon
  - Melissos din Samos

- Empedocle
- Metrodor din Lampsacus
- Xeniades
- Ferecydes din Syros
- Hippon
- Anaxagora
- Diogene din Apollonia
- Atomiștii
  - Leucip
  - Democrit
- Sofiștii
  - Protagoras
  - Gorgias
  - Critias
  - Hippias
  - Prodicos [1]

## Galerie foto

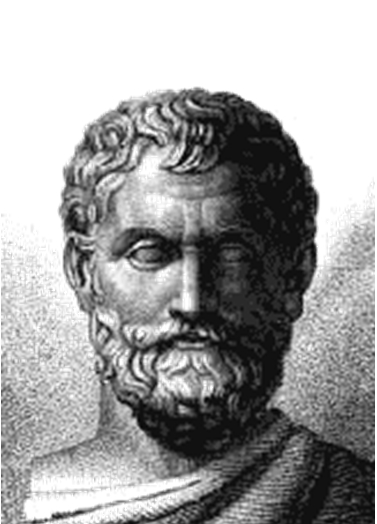
Thales
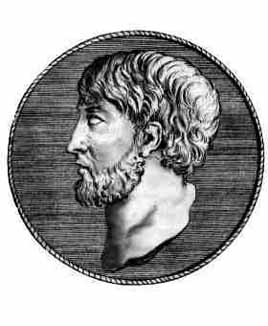
Anaximene
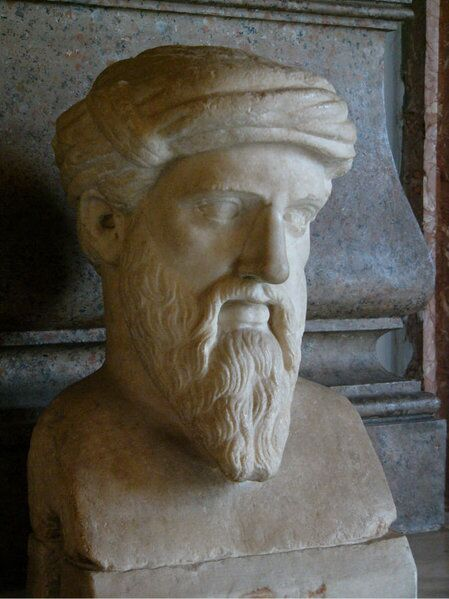
Pitagora
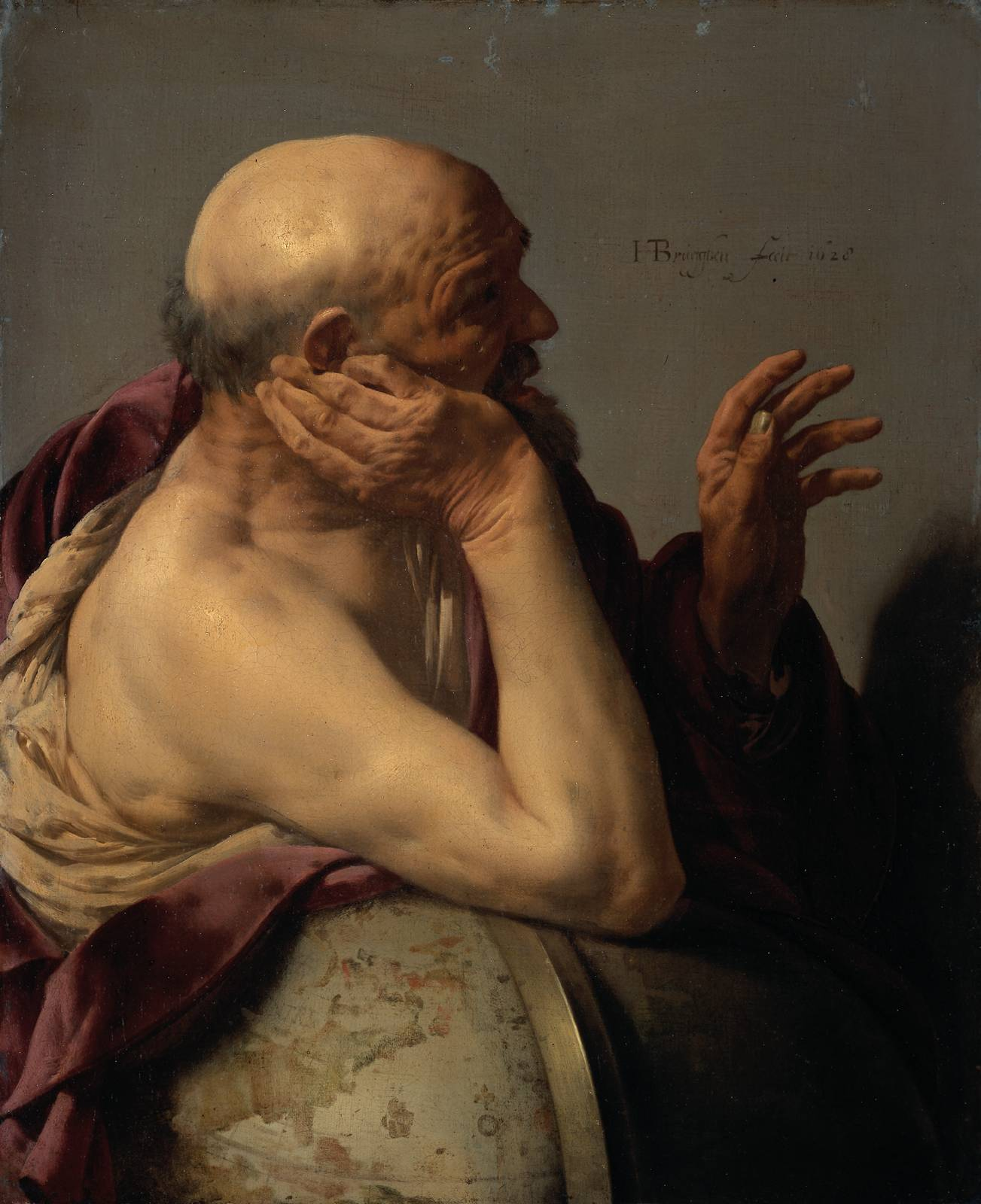
Heraclit
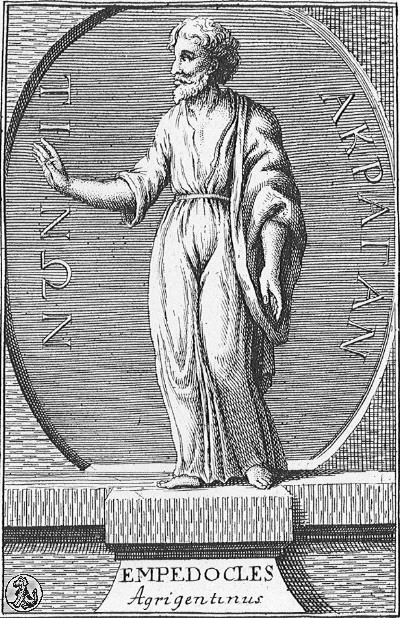
Empedocle
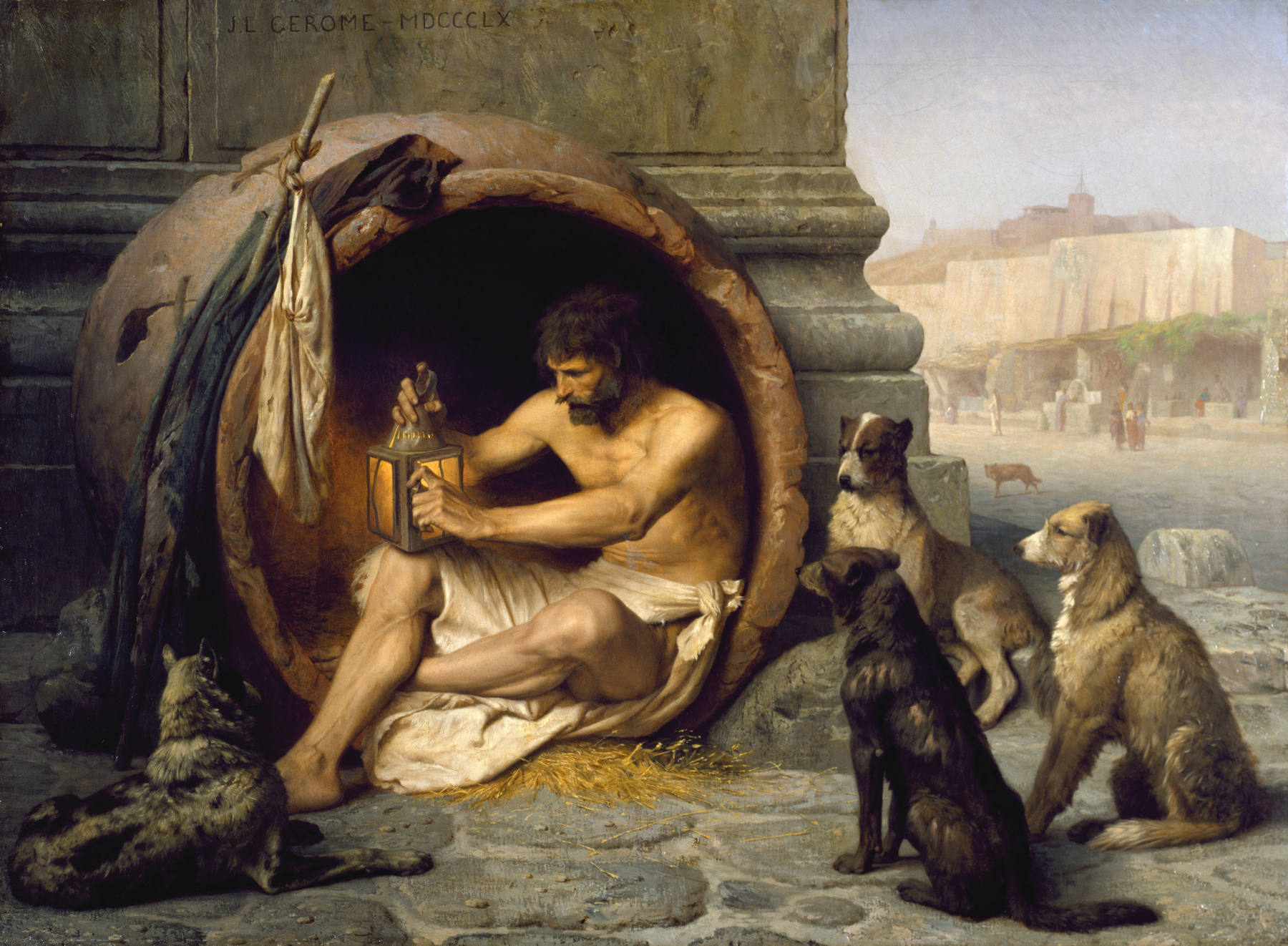
Diogene
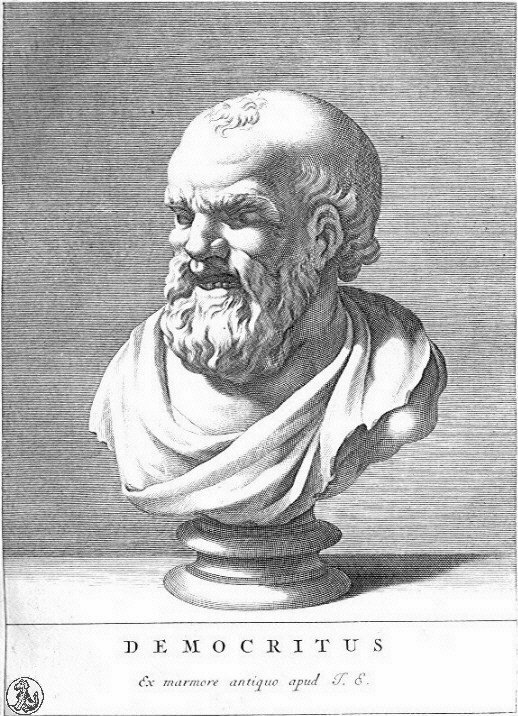
Democrit
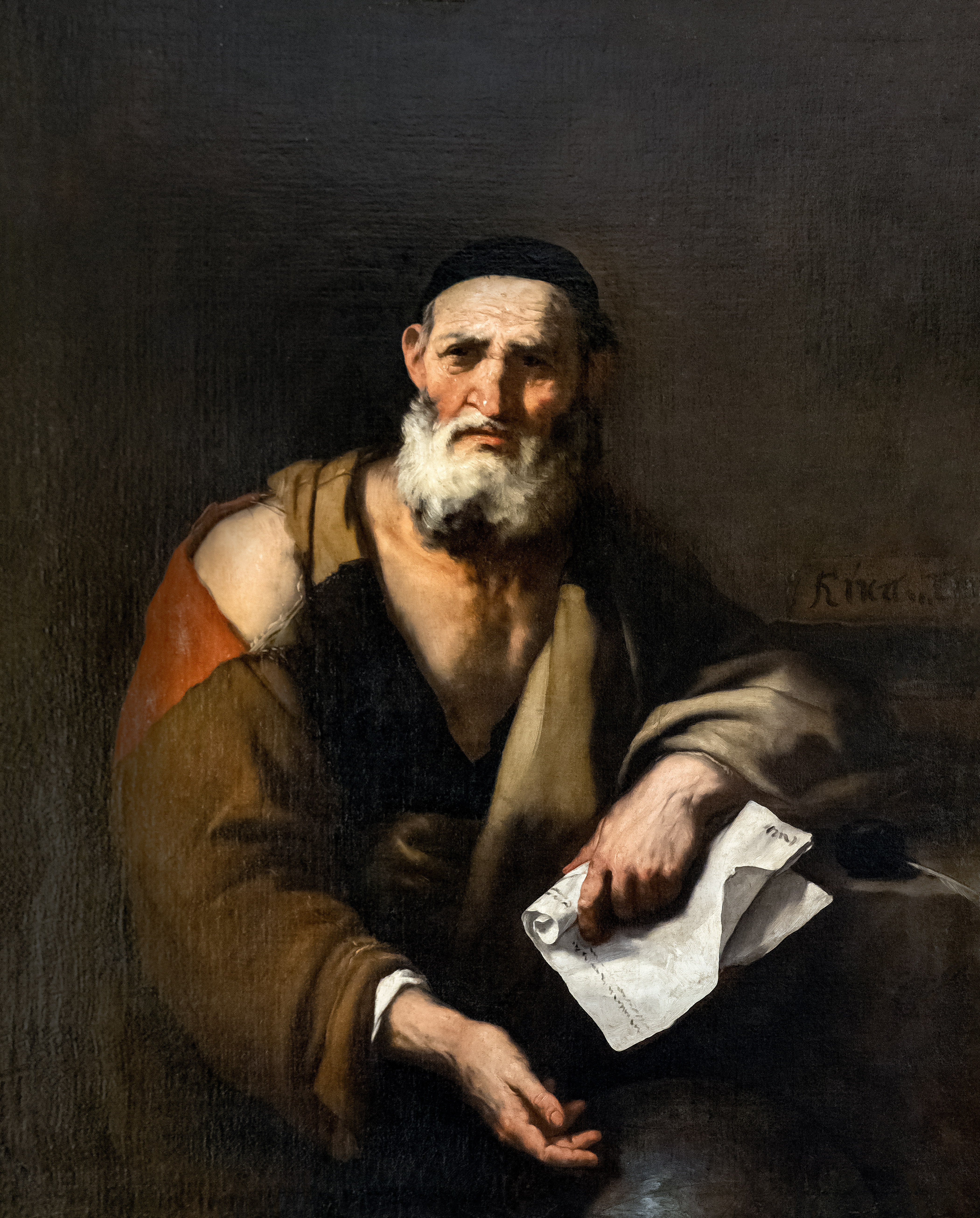
Leucip

## Concepte ale presocraticilor
- arche, apeiron, număr, teoria atomistă, logos, to on, ființă, homeomerii, elemente, ousia, neființă, devenire, monadă, diadă, decadă, henologie, unul, multiplu, lume, mit, idealitate, sofia, aletheia, sofistică, ființă negativă, nimic